# いつか見た青空
『いつか見た青空』（いつかみたあおぞら）は、1977年10月17日から同年12月16日まで、フジテレビ系列で放送された東海テレビ制作の昼ドラマである。

## 概要
子供の受験に心血を注ぐお受験ママの物語。

## キャスト
- 吉行和子
- 小畠絹子
- 小山渚
- 管原靖人
- 森下愛子

## スタッフ
- 監督:馬越彦弥、白井更生
- 脚本:窪田篤人、白井更生